# Mark Huizinga
Mark Huizinga, né le 10 septembre 1973 à Flardingue, est un judoka néerlandais évoluant dans la catégorie des moins de 90 kg. Il fut champion olympique dans cette catégorie de poids aux jeux de Sydney en 2000. Il a par ailleurs remporté deux médailles de bronze aux Jeux olympiques de 1996 et de 2004.

## Palmarès

### Jeux olympiques
- Jeux olympiques de 1996 à Atlanta (États-Unis) :
  -  Médaille de bronze en moins de 86 kg.
- Jeux olympiques de 2000 à Sydney (Australie) :
  -  Médaille d'or en moins de 90 kg.
- Jeux olympiques de 2004 à Athènes (Grèce) :
  -  Médaille de bronze en moins de 90 kg.

### Championnats du monde
- Championnats du monde 2005 au Caire (Égypte) :
  -  Médaille de bronze en moins de 90 kg (poids moyens).

#### Championnats d'Europe
| Catégorie / Année | 1994 | 1996 | 1997 | 1998 | 1999 | 2000 | 2001 | 2002 | 2003 | 2004 | 2005 | 2008 |
| ----------------- | ---- | ---- | ---- | ---- | ---- | ---- | ---- | ---- | ---- | ---- | ---- | ---- |
| - 78 kg           | 3e   | -    | -    | -    | -    | -    | -    | -    | -    | -    | -    | -    |
| - 86 kg           | -    | 1er  | 1er  | -    | -    | -    | -    | -    | -    | -    | -    | -    |
| - 90 kg           | -    | -    | -    | 1er  | 3e   | 2e   | 1er  | 3e   | 3e   | 2e   | 3e   | 1er  |